# Westport (Washington)
Westport az Amerikai Egyesült Államok északnyugati részén, Washington állam Grays Harbor megyéjében elhelyezkedő város. A 2010. évi népszámlálási adatok alapján 2099 lakosa van.

## Történet
Az 1914. június 26-án városi rangot kapó település korábban a Peterson’s Point, a Chehalis City és a Fort Chehalis neveket viselte; utóbbi az 1860-ban alapított erőd elnevezése. Westport chehalis nyelvű neve a „ts-a-lis”, melynek jelentése „a homok otthona”. Az első felfedezők a szót „chehalis” formában ejtették; később a települést, a közeli folyót és a helyi indiánokat is így ismerték. A térsé korábban a Shoalwater-öböli törzs tagjainak nyaralóhelye volt, majd 1857-ben Thomas Barker Speake és családja telepedett itt le.

## Éghajlat
A város éghajlata óceáni (a Köppen-skála szerint Cfb).
| Hónap                         | Jan.  | Feb.  | Már. | Ápr. | Máj. | Jún. | Júl. | Aug. | Szep. | Okt. | Nov.  | Dec.  | Év    |
| ----------------------------- | ----- | ----- | ---- | ---- | ---- | ---- | ---- | ---- | ----- | ---- | ----- | ----- | ----- |
| Rekord max. hőmérséklet (°C)  | 20,0  | 24,4  | 24,4 | 28,9 | 35,0 | 34,4 | 36,1 | 34,4 | 32,8  | 28,9 | 22,8  | 17,8  | 36,1  |
| Átlagos max. hőmérséklet (°C) | 9,4   | 10,6  | 12,2 | 13,3 | 15,6 | 17,2 | 18,9 | 19,4 | 19,4  | 15,6 | 11,7  | 8,9   | 14,4  |
| Átlagos min. hőmérséklet (°C) | 3,3   | 2,8   | 3,9  | 5,0  | 7,8  | 9,4  | 11,1 | 11,1 | 9,4   | 6,7  | 4,4   | 2,2   | 6,4   |
| Rekord min. hőmérséklet (°C)  | −16,1 | −12,8 | −5,6 | −2,8 | −2,8 | −6,1 | 0,0  | −2,8 | −1,1  | −6,1 | −11,1 | −13,9 | −16,1 |
| Átl. csapadékmennyiség (mm)   | 282   | 208   | 205  | 145  | 91   | 65   | 35   | 42   | 65    | 192  | 307   | 274   | 1911  |
| Forrás: The Weather Channel   |       |       |      |      |      |      |      |      |       |      |       |       |       |

## Népesség
A 2010-es népszámláláskor a városnak 2099 lakója, 999 háztartása és 527 családja volt. A népsűrűség 219,6 fő/km2. A lakóegységek száma 1561, sűrűségük 163,3 db/km2. A lakosok 87%-a fehér, 0,9%-a afroamerikai, 2,9%-a indián, 1,1%-a ázsiai,  4,5%-a egyéb, 3,6%-a pedig kettő vagy több etnikumú. A spanyol vagy latino származásúak aránya 7,3% (   )
A háztartások 21,6%-ában élt 18 évnél fiatalabb. 37,4% házas, 9,9% egyedülálló nő, 5,4% egyedülálló férfi, 47,2% pedig nem család. 38,2% egyedül élt; 16,2%-uk 65 éves vagy idősebb. Egy háztartásban átlagosan 2,1 személy élt; a családok átlagmérete 2,72 fő.
A medián életkor 48,4 év volt. A város lakóinak 18,8%-a 18 évesnél fiatalabb, 7,2% 18 és 24 év közötti, 19,8%-uk 25 és 44 év közötti, 32,9%-uk 45 és 64 év közötti, 21,3%-uk pedig 65 éves vagy idősebb. A lakosok 50,7%-a férfi, 49,3%-a pedig nő.

## Fordítás
- Ez a szócikk részben vagy egészben  a   Westport, Washington című angol Wikipédia-szócikk ezen változatának fordításán alapul.  Az eredeti cikk szerkesztőit annak laptörténete sorolja fel. Ez a jelzés csupán a megfogalmazás eredetét és a szerzői jogokat jelzi, nem szolgál a cikkben szereplő információk forrásmegjelöléseként.